# Ayyasamy Dharun
Ayyasamy Dharun (* 1. Dezember 1996 in Chinneripalayam, Tripura) ist ein indischer Leichtathlet, der sich auf den 400-Meter-Lauf und 400-Meter-Hürdenlauf spezialisiert  hat.

## Sportliche Laufbahn
Erste internationale Erfahrungen sammelte Ayyasamy Dharun bei den Asienmeisterschaften 2015 in Wuhan, bei denen er mit der indischen 4-mal-400-Meter-Staffel in 3:05,14 min den vierten Platz belegte. Im Jahr darauf qualifizierte er sich mit der Staffel für die Olympischen Spiele in Rio de Janeiro, bei denen er im Vorlauf wegen eines Regelverstoßes disqualifiziert wurde. Zuvor siegte er bei den Südasienspielen in Guwahati in 50,54 s im 400-Meter-Hürdenlauf sowie mit der Staffel in 3:06,74 min. 2018 nahm Ayyasamy zum ersten Mal an den Commonwealth Games im australischen Gold Coast teil und schied dort über 400 Meter Hürden in der ersten Runde aus und konnte sein Rennen mit der indischen 4-mal-400-Meter-Staffel im Finale nicht beenden. Ende August gewann er bei den Asienspielen in Jakarta mit neuem Landesrekord von 48,96 s die Silbermedaille hinter dem Katari Abderrahman Samba. Auch mit der Indischen Stafette gewann er in 3:01,85 min die Silbermedaille. Im Jahr darauf qualifizierte er sich für die Weltmeisterschaften in Doha, bei denen er mit 50,55 s in der ersten Runde ausschied.
2018 wurde Dharun indischer Meister im 400-Meter-Hürdenlauf. Er absolviert ein Studium für Human Resources am Alva's College. Seine jüngere Schwester Sathya Ayyasamy ist indische Volleyballnationalspielerin.

## Persönliche Bestzeiten
- 400 Meter: 46,30 s, 29. April 2016 in Neu-Delhi
- 400 m Hürden: 48,80 s, 16. März 2019 in Patiala (indischer Rekord)